# تشارلز إدوارد حنا
تشارلز إدوارد حنا هو سياسي كندي، ولد في 17 مايو 1884 في بيلفي في كندا، وتوفي في 10 أكتوبر 1932. نشط حزبياً في الحزب الليبرالي الكندي. وقد انتخب عضو مجلس العموم الكندي.